# Александровка (Копачовская сельская община)
Алекса́ндровка (укр. Олександрівка) — село в Копачовской сельской общине Луцкого района Волынской области Украины.
До 2020 года входило в Рожищенский район.
Код КОАТУУ — 0724582907. Население по переписи 2001 года составляет 248 человек. Почтовый индекс — 45150. Телефонный код — 3368. Занимает площадь 0,8 км².